# Exploratorium (San Francisco)

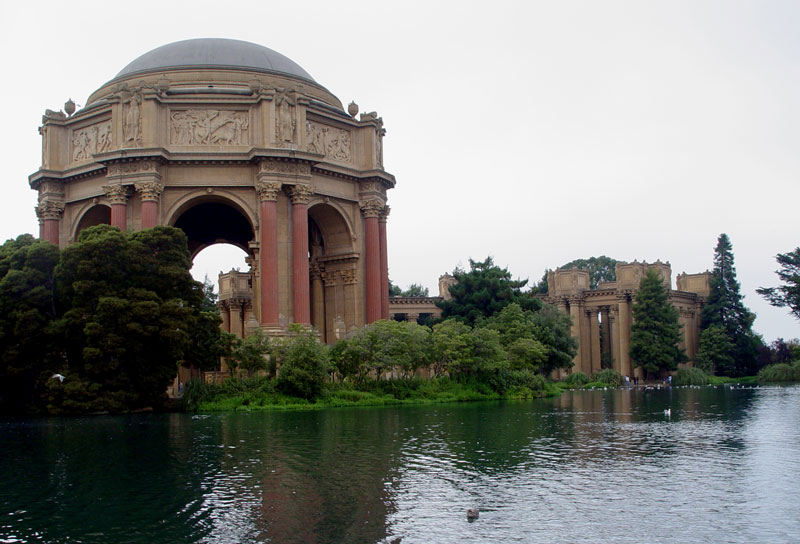
Der Palace of Fine Arts

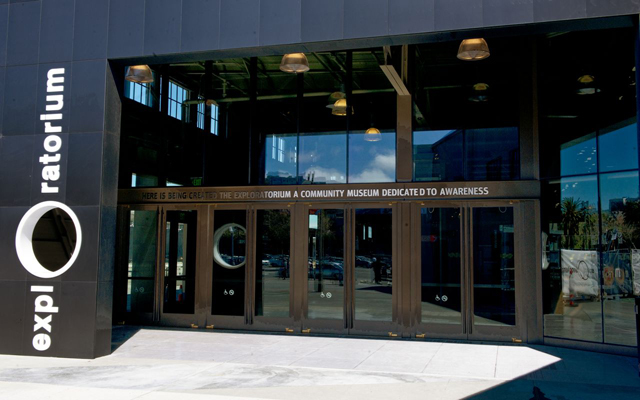
Heutiger Eingang am Pier 15

Das Exploratorium in San Francisco ist ein Museum, das sich besonders auf die Vermittlung von Naturwissenschaften konzentriert (Science Center). Es wurde im Jahr 1969 vom Physiker Frank Oppenheimer, dem Bruder von Robert Oppenheimer, gegründet. Viele Ausstellungsstücke sind interaktiv ausgelegt und fordern damit direkt zur aktiven Auseinandersetzung mit der Thematik auf. Diese Interaktivität ist besonders für den Bildungserwerb bei Kindern geeignet, erreicht aber auch Erwachsene eher als herkömmliche dokumentarische Museumskonzepte. Das Exploratorium richtet sich somit nicht nur an Kinder.
Das Mitmach-Museum, über das 1974 die Dokumentation Exploratorium entstand, hat über 400 Mitarbeiter; beispielsweise Wissenschaftler, Künstler, Lehrer, Ausstellungsmacher, Autoren und Designer. Statt Museumsführern beschäftigt man bewusst junge, durch orange Westen kenntliche „Erklärer“. Diese konzeptuelle Änderung begann bereits in den frühen Phasen des Museums und hat sich als Modell seither weit verbreitet.
Bis Januar 2013 war das Exploratorium im Palace of Fine Arts untergebracht, seit April 2013 ist es im Pier 15 und 17 auf San Franciscos Embarcadero. Der historische Pier 15 wurde dazu vorher umfassend renoviert.
Mit seinem interaktiven Konzept war das Exploratorium in San Francisco Vorreiter und Vorbild für andere Mitmachmuseen. In  Deutschland sind etwa das im Jahr 2002 eröffnete Mathematikum in Gießen (Motto: „Mathematik zum Anfassen“) und das im Jahr 2006 eröffnete Exploratorium Potsdam (heutiger Name Extavium) vergleichbare Institutionen. Zu weiteren Beispielen siehe Science Center.